# Jähnichen (Adelsgeschlecht)
Jähnichen ist der Name eines sächsischen Briefadelsgeschlechts.

## Geschichte
Das Geschlecht stammt der Überlieferung nach aus Rothenburg ob der Tauber und führt seine Abstammung zurück auf Johann Jähnichen, 1650 Zeugmacher in Kamenz. Die ununterbrochene Stammreihe beginnt mit dem Rittergutspächter Johann Gottfried Jähnichen zu Seifersdorf bei Radeberg. Johann Gottfried Jähnich bzw. Johann Gottfried Jänisch, Pächter des Rittergutes Seifersdorf, war auch Besitzer eines Bauerngutes in Seifersdorf.
König Friedrich August I. von Sachsen erhob in Dresden Johann Leberecht Jähnichen (1793–1873) zu Kechwitz, bis 1820 Herr der Rittergüter Bolbritz und Techritz in der sächsischen Oberlausitz, von 1821 bis 1842 Herr auf Großkmehlen bei Ortrand und von 1842 bis 1846 Pächter von Schwarzbach bei Ruhland, sowie die Söhne desselben: Gustav Adolph und Hermann Clemens Jähnichen (1819–1887), am 18. November 1820 (mit Diplom vom 18. Januar 1821) in den sächsischen Adelstand.
1860 wurde Hermann Clemens von Jähnichen in Rothenburg/Oberlausitz von der königlich preußischen Regierung zur Verwaltung einer Agentur für die Geschäfte der Cölnischen Feuer-Versicherungs-Gesellschaft „Colonia“ die Konzession erteilt; desgleichen für die Lebens- und Hagelversicherung.
Am 17. Juni 1911 wurde der Postinspektor Felix von Jähnichen in das Sächsische Adelsbuch eingetragen. Dessen Kusine, die Porzellanmalerin Margarethe von Jähnichen, heiratete 1926 den Kunstmaler Paul Wicke.

## Wappen

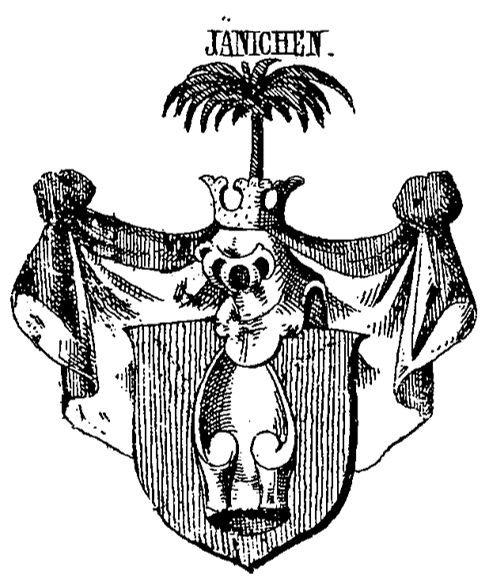
Wappen derer von Jänichen in Siebmachers Wappenbuch

Blasonierung: In Rot eine aufgerichtete silberne Pflugschar. Auf dem gekrönten Helm mit rot-silbernen Helmdecken ein grüner Palmbaum.

## Besitze

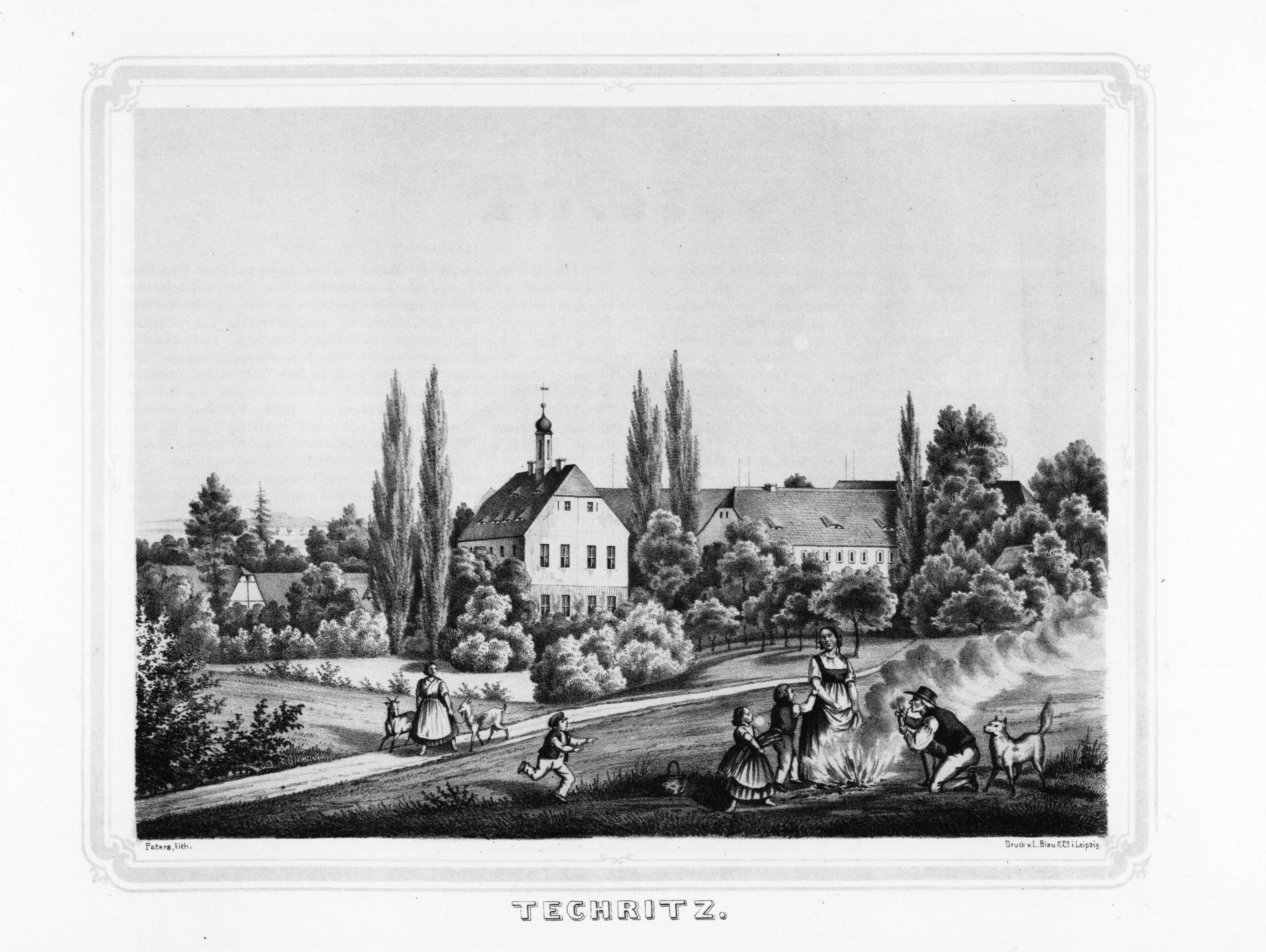
Rittergut Techritz
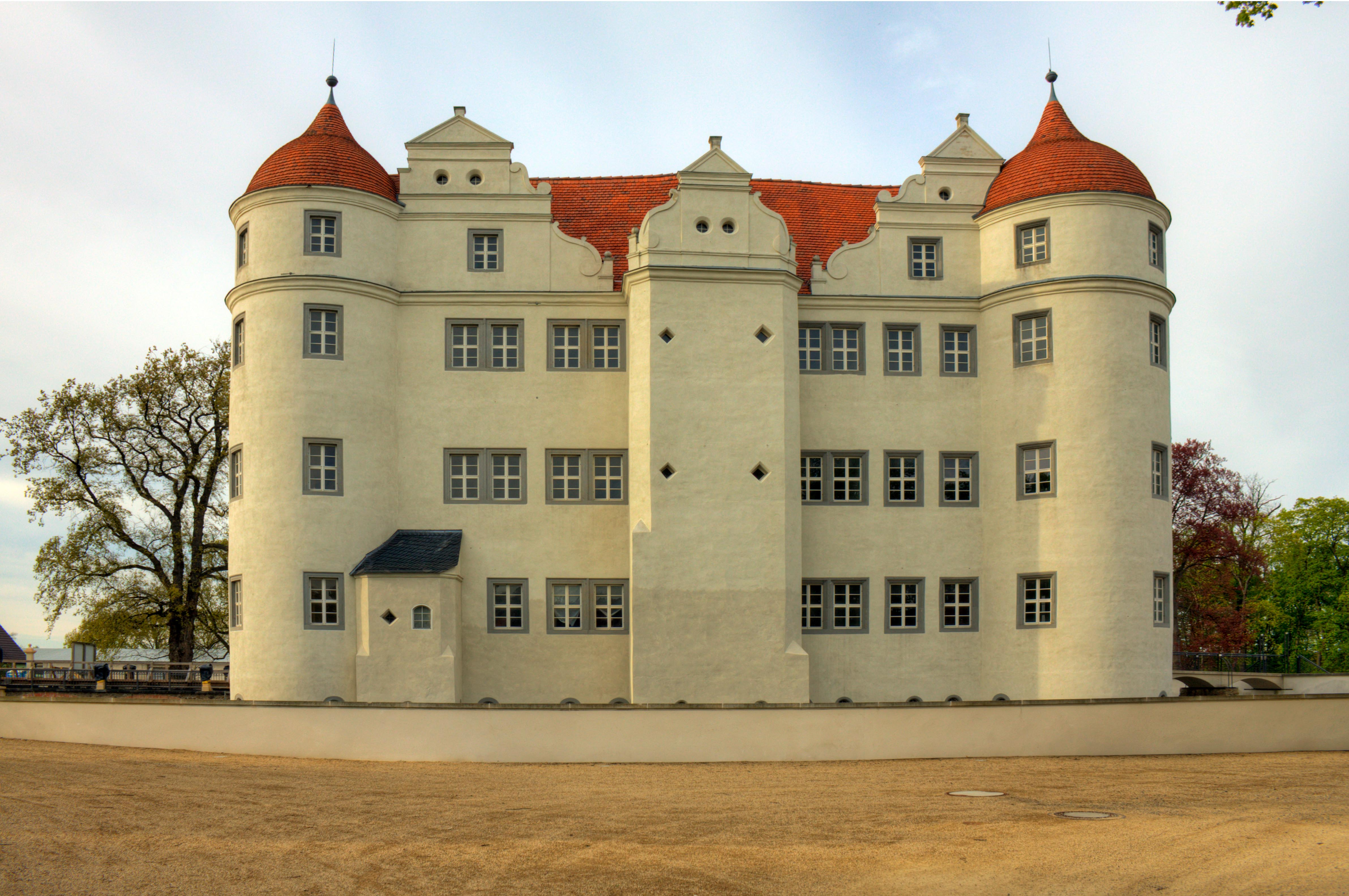
Schloss Großkmehlen
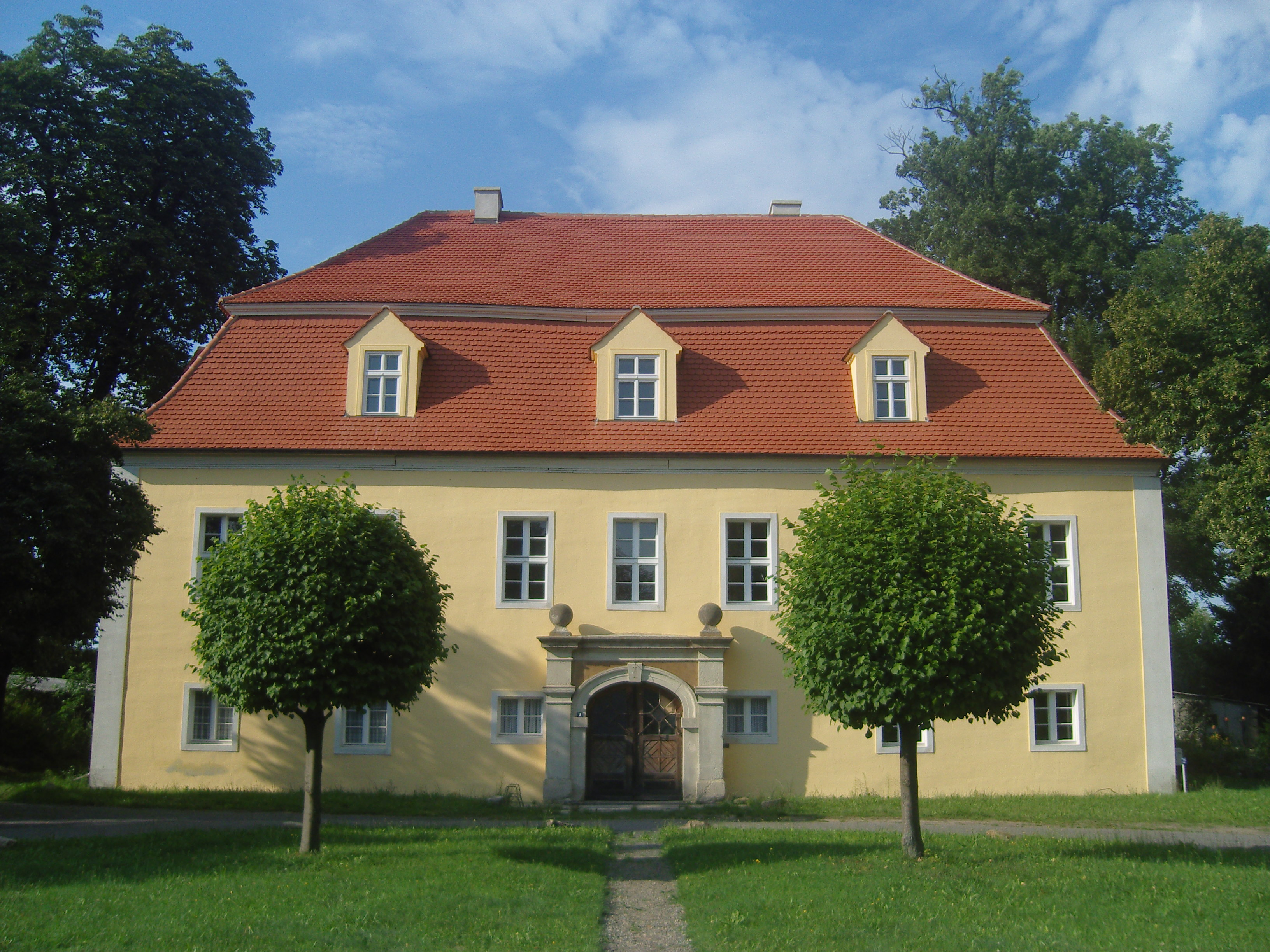
Gut Schwarzbach

## Persönlichkeiten
- Eberhard von Jähnichen (1914–1990), deutscher Maschinenbauingenieur und emeritierter Professor der Hochschule Hannover